# 末吉保雄
末吉 保雄（すえよし やすお、1937年3月6日 - 2018年8月20日）は、日本の現代音楽の作曲家。

## 略歴
東京出身。東京芸術大学、パリ・エコールノルマル音楽院作曲科卒業。作曲を石桁真礼生、ピアノを豊増昇に師事。1965年フランス国立放送音楽研究所講習生。
作曲に加えて、東京芸術大学、桐朋学園大学などの教員として、またNHK音楽教育番組への出演、企画などによる教育活動に携わった。
日本現代音楽協会名誉会員、日本フォーレ協会会員、日本セヴラック協会会員、OTOの会顧問を務めた。
2018年8月20日、十二指腸がんのため死去。81歳没。